# Coenosia impunctata
Coenosia impunctata är en tvåvingeart som beskrevs av Malloch 1920. Coenosia impunctata ingår i släktet Coenosia och familjen husflugor.
Artens utbredningsområde är Washington. Inga underarter finns listade i Catalogue of Life.